# .my
.my je internetová národní doména nejvyššího řádu pro Malajsii.
Jména se dají registrovat jen v těchto doménách 2. řádu:.com.my, .net.my, .org.my, .gov.my, .edu.my, .mil.my a .name.my. Jediná .name.my je určena pro jednotlivce, ostatní jsou pro různé organizace a instituce.